# بانر
بانر ابری است که در روی جبهه پشت به باد کوهی یا در روی قله تپه‌ای تشکیل می‌شود، هوایی که بر اثر وجود مانع کوهستانی مجبور به صعود شده باعث می‌شود که بخارآب موجود در هوا متراکم شده و تشکیل ابر مربوط را بدهد.